# Karl Franz Rankl
Karl Franz Rankl (* 1. Oktober 1898 in Gaaden, Österreich-Ungarn; † 6. September 1968 in Sankt Gilgen bei Salzburg) war ein österreichischer Dirigent und Komponist.

## Leben

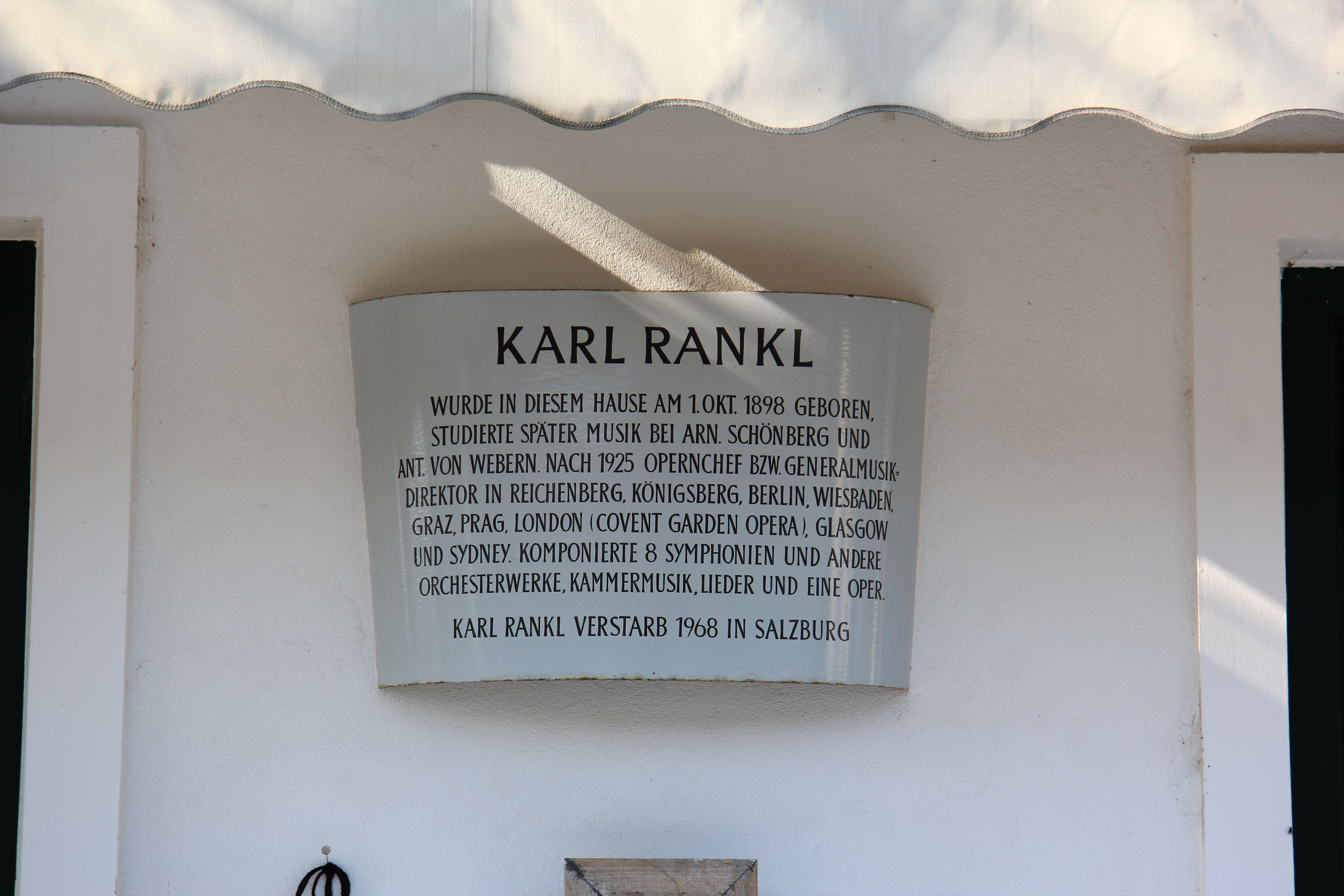
Gedenktafel an seinem Geburtshaus in Gaaden

Karl Franz Rankl war ein Sohn des Landwirts Franz Rankl und der Rosina Stubner. Er heiratete 1928 Adele Jahoda (1903–1963).
Rankl studierte in den Jahren von 1918 bis 1921 bei Arnold Schönberg und Anton von Webern in Wien. Zunächst Kapellmeister an der dortigen Volksoper, war er 1925 bis 1927 Operndirektor am Stadttheater Reichenberg. 1927/1928 Dirigent am Stadttheater Königsberg, von 1928 bis 1931 Assistent Otto Klemperers und Kapellmeister an der Kroll-Oper in Berlin, 1931/32 Generalmusikdirektor des Stadttheaters in Wiesbaden und 1933–37 Opernchef am Landestheater in Graz. 1937/38 war er am Neuen Deutschen Theater in Prag tätig, wo er 1938 die Uraufführung von Kreneks Zwölfton-Oper Karl V. leitete. Rankl floh mit Beginn des Zweiten Weltkriegs nach Großbritannien und war 1946–51 musikalischer Direktor der Covent Garden Opera. von 1952 bis 1957 leitete er das Schottische Nationalorchester in Glasgow und Edinburgh und war von 1958 bis 1960 musikalischer Direktor der Elizabethan Opera Company in Sydney.
Rankl komponierte unter anderem acht Symphonien, das Oratorium Der Mensch und die Oper Deirdre of the Sorrows, die als Auftragswerk für das Festival of Britain 1951 entstand, aber bis heute nicht uraufgeführt worden ist.